# Farmacodinamica
La farmacodinamica è lo studio della sede, del meccanismo d'azione e degli effetti - principali, secondari, collaterali e avversi - che i farmaci hanno sugli organismi viventi.

## Etimologia
La parola deriva dal greco "φάρμακον" che significa "rimedio, medicina" e "δυναμικός" che significa "potente, efficace".

## Storia
Il concetto che le cellule posseggano siti specifici in grado di riconoscere specifiche sostanze e mediarne l'effetto risale agli inizi del XX sec. grazie ai lavori di Paul Erlich (1854-1915) e di John Newport Langley (1852-1926). Erlich, lavorando sui chemioterapici e sull'interazione fra anticorpi e tossine batteriche, affermò che una sostanza, per esercitare la sua azione, deve venire in contatto fisico con il suo bersaglio ("Corpora non agunt nisi fixata"), mentre Langley, in modo del tutto indipendente, sulla base dei suoi studi sull'azione di nicotina e curari a livello dei gangli del sistema nervoso autonomo, arrivò a ipotizzare l'esistenza di una "sostanza ricettiva", ciò che la farmacologia moderna chiama "recettore". Tuttavia, fino ai primi anni '70, quando furono disegnati ed eseguiti i primi studi di binding i recettori rimasero soltanto un'entità un po' astratta.

## Meccanismo d'azione
Il farmaco produce effetti mediante l'interazione con strutture biologiche o target molecolari che producono un cambiamenti in come il target funziona in relazione alle conseguenti interazioni intermolecolari. Per quanto riguarda i recettori, si tratta in particolare di:
- recettori "classici" di sostanze endogene
- enzimi
- canali ionici
- acidi nucleici
- proteine strutturali

Le interazioni includono:
- il legame con il recettore (es. legame con il sito attivo di un enzima)
- gli effetti post-recettore (es. farmaci che interagiscono con proteine sulla superficie cellulare andando a interferire con la segnalazione a valle)
- le interazioni chimiche (es. i farmaci in grado di legare il fattore di necrosi tumorale - TNF)

A seguito dell'interazione si sviluppano degli effetti che possono essere misurati dal punto di vista biochimico e/o clinico (es. l'inibizione dell'aggregazione piastrinica a seguito della somministrazione dell'aspirina, la riduzione della pressione sanguigna dopo l'assunzione di ACE-inibitori e l'abbassamento dei livelli di glucosio nel sangue dopo la somministrazione dell'insulina).
Gli effetti farmacodinamici di un medicinale includono:
- stimolazione dell'attività del recettore e della conseguente segnalazione (agonista)
- depressione dell'attività del recettore e della conseguente segnalazione (antagonista)
- stabilizzazione dell'attività del recettore e della conseguente segnalazione
- reazioni chimiche dirette

Esistono però anche farmaci che non necessitano di un recettore per espletare a propria azione, come l'acqua ossigenata e il bicarbonato, e altri che devono i loro effetti a proprietà osmotiche (es. lassativi) o surfattanti (es. disinfettanti). In questi casi però la concentrazione necessaria è molto più alta rispetto a quelli che interagiscono con un recettore. Si tenga anche presente che molti farmaci oltre a legarsi al recettore specifico sono in grado di legarsi anche ad altri componenti tissutali e alle proteine plasmatiche senza indurre effetti biologici, formando così dei depositi o permettendo il trasporto degli stessi.

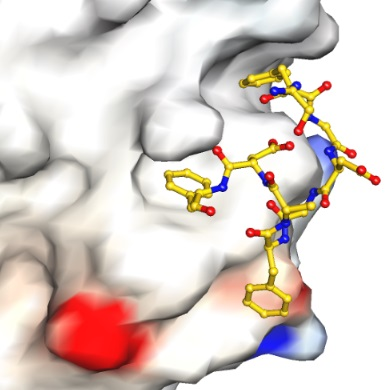
Esempio interazione farmaco-recettore

## Interazione farmaco-recettore
Alla base dell'interazione farmaco-recettore c'è la formazione di un legame. In linea generale sono richiesti almeno tre punti di legame tra farmaco e recettore, nonché la presenza di una precisa struttura nel sito di legame sul recettore e una struttura complementare sul farmaco. Dato che questi legami sono prevalentemente reversibili, ad eccezione di situazioni di tossicità, si tratta generalmente di:
- legami ionici -> se nel farmaco sono presenti gruppi acidi e amminici che possono essere ionizzati a pH fisiologico
- legami a idrogeno -> interazione tra il farmaco, l'acqua circostante e il recettore
- forze di van der Waals
- legami idrofobici -> tra gruppi idrocarburici apolari

Un altro importante fattore che interviene nelle interazioni farmaco-recettore è rappresentato dalle forze repulsive che includono sia la repulsione tra cariche simili che l'ingombro sterico. Ci sono due descrittori farmacologici per questo tipo di interazioni:
- KD -> la costante di dissociazione all'equilibrio, indicala concentrazione del farmaco a cui il 50% dei recettori risulta complessato
- Bmax -> il numero massimo di recettori per unità di tessuto, indica pertanto il numero massimo di molecole di ligando che si possono legare per ogni cellula

### Modelli
Alla base dei modelli sull'interazione farmaco-recettore troviamo la legge di azione di massa di Guldberg e Waage la quale stabilisce la relazione tra la quantità del farmaco e il complesso farmaco-recettore. Tenendo conto che l'equazione di bilancio del recettore quando la stechiometria di legame è 1:1, per tutte le specie de recettore, è:
{\displaystyle [RT]=[R]+[AR]}
dove:
- [RT] è il numero totale di recettori
- [R] è la concentrazione dei recettori liberi
- [AR] è la concentrazione del complesso farmaco-recettore

all'equilibrio si avrà:
{\displaystyle k1[A][R]=k2[AR]}
dove:
- [A] è la concentrazione del farmaco
- [R] è la concentrazione del recettore
- [AR] è la concentrazione del complesso farmaco-recettore
- k1 è la costante di associazione del complesso farmaco-recettore
- k2 è la costante di dissociazione del complesso farmaco-recettore

Se identifichiamo il rapporto k1/k2 con KD si ottiene:
{\displaystyle KD={[A]([RT]-[AR]) \over [AR]}}
che viene ridotta a:
{\displaystyle [AR]={[A][RT] \over [A]+[KA]}}
Nei casi più semplici la relazione tra la quantità del complesso farmaco-target e il logaritmo della concentrazione del farmaco stesso così ottenuta risulta di tipo sinusoidale. Nell'applicare questa legge al campo della farmacologia si fanno alcuni assunti:
1. tutti i recettori sono ugualmente raggiungibili dal ligando (il farmaco)
2. il legame farmaco-recettore è reversibile
3. i recettori possono essere solo liberi o legati al farmaco
4. il legame farmaco-recettore non modifica nessuno dei due

Nell'applicare la legge a sistemi farmacologici complessi alcuni di questi assunti saranno violati, ma ciò permette di capire il significato dei parametri che si ottengo dall'applicazione della stessa nei modelli farmacologici.

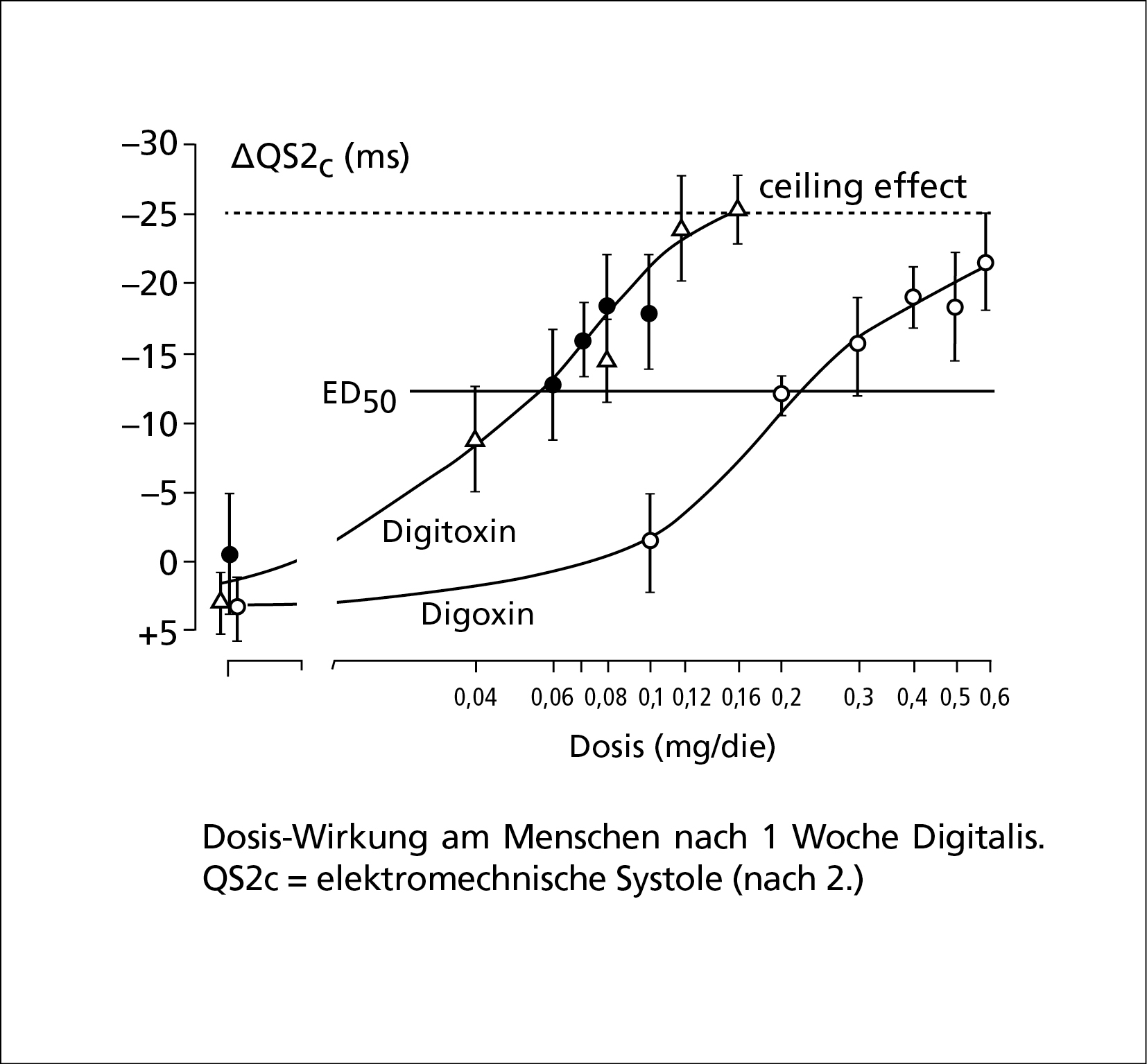
Esempio di grafico dose-risposta

## Relazione dose-risposta
La relazione fra concentrazione (mM o mg/l) di un farmaco e il grado di risposta ottenuto prende il nome di curva concentrazione-risposta. Quando la sperimentazione venga condotta in vivo , l'effetto viene messo in relazione con la dose di farmaco somministrata, espressa in peso del farmaco per peso corporeo (es. mg/Kg), e la relativa curva viene chiamata curva dose-risposta. Le risposte possono essere classificate in:
1. risposte graduali: misurabili in continuo, può assumere qualsiasi valore, aumentando progressivamente all'aumentare della dose e tendendo asintoticamente ad un valore massimo (es. aumento della pressione sanguigna, la contrazione di un muscolo)
2. risposte non misurabili in continuo, ma che si possono classificare e ordinare con un voto (score) o uno stadio (stage)
3. risposte tutto-o-nulla (quantali): risposte con solo due stadi (es. morte, guarigione completa)

Più il grafico è spostato a sinistra più il farmaco è potente. Questo parametro influenza esclusivamente la dose necessaria per ottenere un determinato effetto e generalmente viene considerato solo la EC50 ovvero la concentrazione di farmaco che genera un effetto pari al 50% dell'efficacia. Di maggiore interesse invece è l'efficacia del farmaco (Emax) ovvero l'entità massima dell'effetto che esso può indurre.
Per ogni farmaco è possibile identificare più di un singolo effetto, pertanto è possibile rappresentare diverse curve, che possono posizionarsi diversamente sull'asse delle ascisse. In tal caso entra in gioco quello che prende il nome di indice terapeutico (IT), definito come il rapporto tra le dosi che inducono rispettivamente il 50% dell'effetto tossico massimo (DL50) e il 50% dell'effetto desiderato massimo (o che producono l'effetto tossico e l'effetto desiderato nel 50% dei casi). Viene inoltre utilizzato un altro parametro: il margine di sicurezza. Esso è definito come il rapporto fra le dosi che inducono rispettivamente 1% dell'effetto tossico massimo e 99% dell'effetto desiderato massimo.
Gli antagonisti competitivi o "sormontabili" spostano la curva dose-risposta dell'agonista in un grafico semi-logaritmico parallelamente verso destra, aumentando la EC50 apparente dell'agonista, senza modificarne l'effetto massimo. Gli antagonisti "insormontabili" invece spostano la curva dell'agonista verso destra in modo non parallelo, deprimendo l'effetto massimo ottenibile anche con concentrazioni elevate dell'agonista. Esistono poi i farmaci definiti come agonisti parziali che hanno caratteristiche intermedie fra quelle di un agonista e quelle di un antagonista, quindi in grado di inibire parzialmente la risposta generata da un agonista completo.

## Relazioni tra curve d'interazione e curve dose-risposta
Spesso la curva interazione farmaco-recettore e la curva dose-risposta non coincidono. Le curve possono essere separate fra di loro anche di molti ordini di grandezza, se la risposta misurata non è generata immediatamente dall'attivazione del recettore, ma fra i due fenomeni si frappone una cascata di reazioni, che generalmente comprende anche la formazione di secondi messaggeri. Esistono poi farmaci che devono occupare una frazione dei recettori presenti prima che si verifichi un effetto (soglia di occupazione).